# Derxken Leyendecker
Derxken Leyendecker (circa 1450 - circa 1525) was een bierbrouwster in de Nederlandse stad Arnhem.
Derxken was getrouwd met Andries Leyendecker, die aan de noordzijde van de Rijnstraat een bierbrouwerij bezat. Andries kwam uit een welvarende familie die belangrijke posities in Arnhem bekleedde. Zelf was hij onder andere provisor van de Sint-Nicolaï Broederschap en in 1482-1483 stadsbestuurder. Toen Andries in 1493 of 1494 overleed, zette Derxken de brouwerij voort.
Uit de stadsrekeningen komt naar voren dat Derxken een grote brouwerij leidde. Zo beschikte ze over een relatief grote brouwketel. In de jaren 1498-1518 was haar brouwerij een van de grootste van Arnhem, met een jaarproductie van gemiddeld 167.000 liter. Dit was ongeveer 10% van de totale bierproductie in Arnhem.
De opbrengsten van de brouwerij investeerde Derxken in vastgoed. In 1475 had het echtpaar al onroerend goed in de Velperbroek aangekocht. Als weduwe kocht ze in 1495 het 'kleine weertken'. Dit buiten de Sabelspoort gelegen grasland kostte haar 456 Rijnse guldens.
Vanaf 1514 ging het minder goed met de brouwerij, maar Derxken bleek toch voldoende in staat om haar kinderen een goede positie in Arnhem te verschaffen. Haar zoon Arnt werd kanunnik van het Sint-Walburgkapittel en wendde het familiekapitaal aan om in 1541 een pand aan te kopen voor het vestigen van een weduwengasthuis. Kleinzoon Andries Leyendecker werd in 1569 burgemeester.